# Jutta Dornheim
Jutta Dornheim (* 6. Juli 1936 in Weißenfels) ist eine deutsche Schriftstellerin.

## Leben
Jutta Dornheim studierte Germanistik, Kultur- und Sozialwissenschaften und arbeitet als Privatdozentin an der Universität Bremen. Sie debütierte in den 1960er Jahren mit Satiren in der Zeitschrift Simplicissimus. 2005 erschien der erste Gedichtband In sperriger Lebenswelt. Dornheim verfasst Lyrik, Prosa sowie Essays zur Literatur, die seit 1965 in Anthologien und Literaturzeitschriften veröffentlicht werden. Sie ist Mitglied im Verband deutscher Schriftsteller (VS).
Grenzgängerisch wird ihr Lebensweg und ihre akademische Karriere beschrieben. Zunächst studierte sie von 1954 bis 1958 Germanistik in Leipzig und verließ vor dem Mauerbau im Jahr 1958 die DDR „aus politischen Gründen.“ In der Bundesrepublik Deutschland lebte sie zunächst in Würzburg und Tübingen, seit 1987 in Bremen. Von 1958 bis 1972 arbeitete sie als Fachzeitschriftenredakteurin, Werbeleiterin und freie Mitarbeiterin von Zeitungen. „Im Westen musste sie von vorne anfangen, denn ihr Literaturstudium in Leipzig wurde nicht anerkannt. Das wurmte sie lange und führte dazu, dass sie jahrelang kein neues Studium beginnen wollte. Stattdessen arbeitete sie als Hausmädchen und in der Industrie, eloxierte Kotflügel, polierte im Akkord Kugellager und verpackte Süßwaren. 'Wir hatten überhaupt kein Geld, wir sind nur mit einer Plastiktüte voll Sachen übergesiedelt', erinnert sich Jutta Dornheim.“
Nach dieser Zeit entschied sie sich dann zur Aufnahme eines Studiums der Empirischen Kulturwissenschaft, Linguistik und Neueren Deutschen Literaturwissenschaften von 1972 bis 1979 in Tübingen. im Anschluss bekleidete sie zunächst 1980 eine Assistentenstelle am Ludwig-Uhland-Institut in Tübingen und war dann von 1981 bis 1984 wissenschaftliche Angestellte beim DFG Projekt „Heilkultur und Krebs“, in dessen Rahmen sie 1983 bei Hermann Bausinger mit der vielbeachteten Ethnografie über ein Dorf auf der Schwäbischen Alb zum „Kranksein im dörflichen Alltag“ (1983) zur Dr. rer. soc. promoviert wurde. Die Untersuchung fand in der breiten Öffentlichkeit großes Interesse und wurde am 18. April 1983 auch im Spiegel besprochen.
Von 1987 bis 1995 arbeitete sie als akademische Rätin am Fachbereich Sozialwissenschaften der Universität Osnabrück im Studiengang „Weiterbildung für Lehrpersonen an Schulen des Gesundheitswesens“. Dort wirkte sie seit 1995 an der Einrichtung eines Lehramtsstudiengangs der Fachrichtung Pflegewissenschaften mit. Vom 1. Oktober 1996 bis 30. September 2001 verwaltete sie die Professur „Pflegewissenschaft“ beim Studiengang „Lehramt an berufsbildenden Schulen/berufliche Fachrichtung: Pflegewissenschaften“ der Universität Osnabrück. Dort leitete sie auch vom 1. Juli 1998 bis 31. Dezember 2000 das von der Carl Gustav Carus Stiftung für psychosomatische Forschung, Zürich, und vom 1. Juni 2001 bis 31. März 2003 von der Robert Bosch Stiftung, Stuttgart, geförderte Projekt „Entwicklung eines Interventionsmodells zur Verbesserung der kommunikativen Kompetenz von Pflegenden und Gepflegten“. Sie wurde im Dezember 2000 an der Universität Bremen mit der Schrift „Medikale Kultur. Ein interdisziplinärer Zugang zum Verhältnis von Gesundheit, Kranksein und Pflege“ habilitiert und hat die Venia legendi für „Pflegewissenschaft mit dem Schwerpunkt: kulturwissenschaftliche Grundlagen“ erworben.
Ihre akademischen Interessen sind: Kulturwissenschaft, Medikale Alltagskultur, Pflegewissenschaft, Ethnomedizin, Volksmedizinforschung, Sozialgeschichte von Medizin, Gesundsein und Kranksein, Methodologie und Methoden der kulturwissenschaftlichen Feldforschung sowie von Kommunikations- und Geschlechterforschung.
Neben dem akademischen Interesse verfolgt sie auch ein Interesse an Literatur. „Zum ersten Mal als Autorin versuchte sie sich als 14-Jährige. Seitdem gehört das Schreiben zu ihrem Leben dazu. Später schrieb sie neben akademischen Veröffentlichungen unter Pseudonym Glossen für Satiremagazine. Seit ihrer Pensionierung 2001 nimmt die Literatur einen breiteren Raum ein. 2006 gewann Jutta Dornheim den 1. Preis beim Lyrikwettbewerb des Stadtverbandes Saarbrücken.“
Jutta Dornheim lebt in Bremen.

## Einzeltitel
- Katzenmann · Roland · Faule Grete. Bremen-Roman in Geschichten. Kellner Verlag, Bremen 2011.
- Steine können rückwärts fliegen. Erzählungen. Geest-Verlag, Langförden 2009.
- Unsterblich sterblich. Gedichte. Neues Literaturkontor, Münster 2006.
- In sperriger Lebenswelt. Gedichte. Neues Literaturkontor, Münster 2005.

## Anthologien und Literaturzeitschriften (Auswahl)
- Theo Breuer und Traian Pop (Hrsg.): Matrix 28. Atmendes Alphabet für Friederike Mayröcker. Pop Verlag, Ludwigsburg 2012.
- Axel Kutsch (Hrsg.): Versnetze. Deutschsprachige Lyrik der Gegenwart. Verlag Ralf Liebe, Weilerswist 2010/11.
- Shafiq Naz (Hrsg.): Der deutsche Lyrikkalender. Jeder Tag ein Gedicht. alhambra publishing, Bertem 2010/11.
- Theo Breuer: Kiesel & Kastanie. Von neuen Gedichten und Geschichten. Edition YE, Sistig/Eifel 2008.
- Theo Breuer (Hrsg.): Vulkan Obsidian. edition bauwagen, Itzehoe 2006.

Literaturzeitschriften: Abraxas, Die Brücke, Simplicissimus

## Wissenschaftliche Schriften
- Dornheim, Jutta (2009): Die Nacht, die Atmosphären, der Text: kulturpoetische Überlegungen zur Phänomenologie der Nacht. Kuckuck. Notizen zur Alltagskultur, 24(2): 52–57.
- Dornheim, Jutta (2007): Der Ort, an dem mein Kopf entschwand. Kuckuck: Notizen zur Alltagskultur. 22(2): 32–37.
- Dornheim, Jutta (2007): Vom taumelden Kopf und stampfenden Adern: Aufführungsversuch einer Gefühls-Partitur „Glück“. Kuckuck: Notizen zur Alltagskultur. 22(1): 13–18.
- Dornheim, Jutta (2007): Kultur als Begriff und als Ideologie – historisch und aktuell. In: Domenig, Dagmar (Hrsg.): Professionelle Transkulturelle Pflege. Lehrbuch für Pflege-, Gesundheits- und Sozialberufe. 2., vollständisch überarbeitete und erweiterte Auflage. Bern: Hans Huber, S. 29–48.
- Dornheim, Jutta (2006): Die Wasser kauenden Enten der Herta M.: kulturpoetische Betrachtungen zur Verleiblichung von Gerüchten. Kuckuck. NotizenzurAlltagskultur, 21(2): 4–9.
- Dornheim, Jutta (2004): „Wenn ich einmal alt bin…“ Vorstellungen von Migrantinnen und Migranten. Nachdenken über eine kultursensible Altenhilfe. Migration und soziale Arbeit, 1(2): 137–144.
- Dornheim, Jutta (2003): Konzepte zu „Kultur“ und „kultureller Identität“ für die Pflegebildung. Synopse – Kritik – Perspektiven. In: Friebe, Jens/Zalucki, Michaela (Hrsg.): Interkulturelle Bildung in der Pflege. Bielefeld: Bertelsmann, S. 61–82.
- Dornheim, Jutta/Busch, Jutta/Schulze, Ulrike/Silberzahn-Jandt, Gudrun (2003): Ein empirisch begründetes Bildungsmodell zur Förderung der kommunikativen Kompetenz in der Pflege. PR-Internet – Pflegepädagogik, 5(3): 108–123.
- Dornheim, Jutta (2002): Normierungs- und Normalisierungspotentiale in feministischer Theorie und Queer Theorie – kritische Impulse für Pflege- und Gesundheitsforschung? In: Breitenbach, Eva/Bürmann, Ilse/Liebsch, Katharina/Mansfeld, Cornelia/Micus-Loss, Christiane (Hrsg.): Geschlechterforschung als Kritik. Zum 60. Geburtstag von Carol Hagemann-White. Bielefeld: Kleine, S. 65–86.
- Dornheim, Jutta (2002): Wissensgesellschaft und berufliche Bildung in den Berufsfeldern Gesundheit und Pflege. In: Darmann, Ingrid/Wittneben, Karin (Hrsg.): Gesundheit und Pflege: Bildungshaltigkeit von Lernfelder. Wissensbestände und Wissenstransfer. Bielefeld: Bertelsmann, S. 7–18.
- Dornheim, Jutta (2002): Wissensgesellschaft und berufliche Bildung in den Berufsfeldern Gesundheit und Pflege. Pr-Internet, Pflegepädagogik, 4(5): 152–157
- Dornheim, Jutta (2002): Kulturkonzepte in der Pflegebildung. In: Deutsches Institut für Erwachsenenbildung (Hrsg.): Dokumentation des Internationalen Workshops „Interkulturelle Bildung in der Altenpflege“. 5.–6. November 2002. Bonn, S. 2–11.
- Dornheim, Jutta (2001): Kultur als Begriff und als Ideologie – historisch und aktuell. In: Domenig, Dagmar (Hrsg.): Professionelle Transkulturelle Pflege. Bern u. a.: Huber, S. 27–45.
- Dornheim, Jutta (2001): Krankheitserleben im Rahmen einer ärztlichen Visite – Verständigungsprobleme in ethnomethodolodischer und diskursethischer Perspektive. Psychologische Medizin. Österreichische Zeitschrift für Medizinische Psychologie, Psychosomatik und Psychotherapie, 4(12): 37–44.
- Dornheim, Jutta/Schulze, Ulrike (2000): Universität Osnabrück nimmt vierte Studienkohorte auf. Pr-Internet/Focus, 2(8–9): 250–251.
- Dornheim, Jutta (1999): Zur Bedeutung kultureller Codierungen für Pflegepraxis, Pflegeforschung und Pflegewissenschaft – Bausteine eines kritischen Kulturkonzeptes. Pflege 12(5): 295–308.
- Dornheim, Jutta/Maanen, Hanneke van/Meyer, Jörg Alexander/Remmers, Hartmut/Schöninger, Ute/Schwerdt, Ruth/Wittneben, Karin (1999): Pflegewissenschaft als Praxiswissenschaft und Handlungswissenschaft. Pflege und Gesellschaft, 4(4): 73–79.
- Dornheim, Jutta (1997): Grundständiger Lehramtsstudiengang ''Pflege'' endlich auch an der Universität Osnabrück – Prüfauftrag des Senats für berufsbegleitende Variante. Pflegepädagogik, 7(6): 48–50.
- Dornheim, Jutta (1997): Unterschiedliche Kulturbegriffe und ihre Bedeutung für Theorien der transkulturellen Pflege – Ein Beitrag zu den Grundlagen der Pflegewissenschaft. In: Uzarewicz, Charlotte/Piechotta, Gudrun (Hrsg.): Transkulturelle Pflege. Curare Sonderband 10. Berlin: VWB, S. 11–32.
- Dornheim, Jutta/Greb, Ulrike (1996): Theoretische Ansätze zur Diskussion über Beteiligungen von Krankenpflegepersonal an den Patientenmorden im Nationalsozialismus. In: Niethammer, Ortrun (Hrsg.): Frauen und Nationalsozialismus. Historische und kulturgeschichtliche Positionen. Osnabrück: Rasch, S. 10–23.
- Dornheim, Jutta (1995): Vorschlag eines Netzwerks „Gesundheit und Kultur“ in der volkskundlichen Forschung. dgv-Informationen der Deutschen Gesellschaft für Volkskunde, Nr. 104, Heft 1: 10–11.
- Dornheim, Jutta (1995): Zur Rolle von Konflikten in der medikalen Alltagskultur. In: Papenbrock, Martin/Schirmer, Gisela u. a. (Hrsg.): Kunst und Sozialgeschichte. Pfaffenweiler, S. 63–71.
- Dornheim, Jutta/Wolff Eberhard (1995): Gesundheit und Kultur. Forschende, Projekte, Interessengebiete, hrsg. am Institut für Geschichte der Medizin der Robert Bosch Stiftung, Stuttgart.
- Dornheim, Jutta (1994): Merkmale der Verwissenschaftlichung. In: Münch, G./Reitz, J. (Hrsg.): Lehrbuch Krankenpflege. Ein prinzip- und praxisorientiertes Arbeitsbuch. Berlin/New York, S. 768–774.
- Dornheim, Jutta (1993): Krankheit und Kranksein als Geheimnis. Kuckuck, 8 (1): 28–32.
- Dornheim, Jutta (1993): Kranksein im dörflichen Alltag. Zum kulturellen Kontext einer Lebensform. Schweizerisches Archiv für Volkskunde, 89(1): 23–42.
- Dornheim, Jutta (1992): Geschlechterverhältnis und gesellschaftliche Veränderungen: Sozialpolitische Perspektiven auf soziale Ungleichheiten unter besonderer Berücksichtigung der Pflegeberufe. Deutsche Krankenpflegezeitschrift, (10): 5–9.
- Dornheim, Jutta (1992): Der Studiengang „Weiterbildung für Lehrpersonen an Schulen des Gesundheitswesens“ (LGW). In: Gesundheit. Erste studentische Fachtagung der Gesundheits- und Pflegewissenschaften. 14.–18. Oktober 1992, Universität Hamburg, S. 17–25.
- Dornheim, Jutta (1992): Gesundheit und Krankheit. Zum ethnographischen Ansatz in der Gesundheitsforschung. Gesundheit. Magazin der Universität Osnabrück, Febr. 1992, S. 79–81.
- Dornheim, Jutta (1991): Abwendungen und Zuwendungen (zum Nasenschleim) In: Alber, Wolfgang u. a. (Hrsg.): Übriges. Kopflose Beiträge zu einer volkskundlichen Anatomie. Tübingen, S. 170–172.
- Dornheim, Jutta (1991): Images and Interpretations of Severe Illness: Ethnological Aspects of Dealing with Cancer. In: Pfleiderer, Beatrix/Bibeau, Gilles (Hrsg.): Anthropologies of Medicine: A Colloquium on West european and North-American Perspektives. Curare Sonderband 7: 157–173.
- Dornheim, Jutta (1991): Probleme der intersubjektiven Verständigung über Krankheitserleben. In: Effelsberg, Winfried; Zier, Ursula (Hrsg.): Krankheitsbegriff und Krankheitserleben. Ethnomedizinische Ansätze als Grundlage von öffentlichen Planungen und Entscheidungen im Gesundheitswesen. Curare Sonderband, 14(1+2): 61–70.
- Dornheim, Jutta (1990): Verweisungszusammenhänge als kulturelle und soziohistorische Prämissen von Krankheitsdiskursen. In: Rosenbrock, Rolf/Salmen, Andreas (Hrsg.): AIDS-Prävention. Berlin: Sigma, S. 197–205
- Dornheim, Jutta (1990): Erkundigungen und Erkundungen. Interaktionsmuster im Gespräch über Befinden. In: Bausinger, Hermann (Hrsg.): Redeweisen. Aspekte gesprochener Sprache. Tübingen, S. 31–47.
- Dornheim, Jutta (1990): Industriearbeit und Kultur im Arbeiterleben. In: Dietrich, Isolde u. a. (Hrsg.): Arbeit, Familie, Organisation. Kulturelle Wandlungen im deutschen Arbeiterleben beim Übergang vom 19. zum 20. Jh. Hagen.
- Dornheim, Jutta (1990): Arbeiten wie die Japaner? Arbeitswissenschaften, 34(1990): 1.
- Dornheim, Jutta (1989): Für und Wider. Plädoyer für die Verantwortung. Technologie und Humanismus heute. Weimarer Beiträge, 35(1989): 6.
- Dornheim, Jutta (1987): „Mein Körper – wie eine Picasso-Figur“. Zur Funktion von Sprachbildern in Gesprächen über Krankheit und Befinden. Der Deutschunterricht, 39(6): 83–101.
- Dornheim, Jutta (1987): Selbsthilfegruppen und Gruppenselbsthilfe – Aspekte der Veränderung medikaler Alltagskultur. In: Kümmel, Werner (Hrsg.): Jahrbuch des Instituts für Geschichte der Medizin der Robert Bosch Stiftung. Stuttgart, Bd. 5, S. 7–33.
- Dornheim, Jutta (1987): Bilder und Deutungsmuster schwerer Krankheit als Zugang zum Verstehen von Krebsangst. In: Kattenbeck, Georg/Luise Springer (Hrsg.): Laryngektomie. Krebsangst, Therapie, Selbsthilfe. München, S. 1–27.
- Dornheim, Jutta (1986): Bilder und Deutungsmuster schwerer Krankheit. Aspekte des Umgangs mit Krebs aus der Sicht der empirischen Kulturwissenschaft. In: Schmidt, W. (Hrsg.): Jenseits der Normalität. Leben mit Krebs. München, S. 35–59.
- Dornheim, Jutta (1986): „Doppelbödiges Sprechen“ im volkskundlichen Interview. In: Brekle, Herbert/Maas, Utz (Hrsg.): Sprachwissenschaft und Volkskunde. Perspektiven einer kulturanalytischen Sprachbetrachtung. Opladen: Westdeutscher Verlag, S. 77–89.
- Dornheim, Jutta (1986): „Diese ungereinigten Faktoren im Leben“. Gesellschaftliche Aspekte in Interviews zu schwerer Krankheit. In: Jeggle, Utz/Kaschuba, Wolfgang/Korff, Gottfried/Scharfe, Martin/Warneken, Bernd Jürgen (Hrsg.): Tübinger Beiträge zur Volkskultur in der Moderne. Tübingen, S. 50–69.
- Dornheim, Jutta (1986): Zum Zusammenhang zwischen gegenwarts- und vergangenheitsbezogener Medikalkulturforschung. Argumente für einen erweiterten Volksmedizinbegriff. In: Barthel, Günther (Hrsg.): Heilen und Pflegen: internationale Forschungsansätze zur Volksmedizin. Hessische Blätter für Volkskunde und Kulturforschung. Bd. 19. Marburg: Jonas, S. 25–41.
- Dornheim, Jutta (1984): Krebsbilder und ihre soziokulturellen Determinanten. In: Bettex, Mathias C. (Hrsg.): Umgang mit Krebs als Realität und Metapher. Ergebnisbericht de 5. Jahrestagung des Arbeitskreises Psychoonkologie Oberwesel 1983. München, S. 32–47.
- Kilian, Evelin/Biskup, Gabriele/Dornheim, Jutta/Lingner, Gundula (1984): „'Ja, dann guck Dich halt mal um in der Sprache' – Über ein Seminar zum Diskussionsverhalten von Studentinnen und Studenten“. Tübinger Korrespondenzblatt (Hrsg. im Auftrag der Tübinger Vereinigung für Volkskunde e.V.) 26 (Nov. 1984), S. 22–31.
- Dornheim, Jutta (1984): „Ich kann nicht sagen: Das kann ich nicht.“ Inkongruente Erfahrungen in heiklen Feldsituationen. In: Jeggle, Utz (Hrsg.): Feldforschung. Qualitative Methoden in der Kulturanalyse. Tübingen, S. 129–157.
- Dornheim, Jutta (1983): Vorstellungen zur „körperlichen und sittlichen Bildung“ der Frau in diätetischen und populärmedizinischen Schriften an der Wende vom 18. zum 19. Jahrhundert.
- Dornheim, Jutta (1983): Kranksein im dörflichen Alltag. Soziokulturelle Aspekte des Umgangs mit Krebs. Tübingen.
- Alber, Wolfgang; Dornheim, Jutta (1983): „Die Fackel der Natur vorgetragen mit Hintansetzung alles Aberglaubens“ – Zum Entstehungsprozeß neuzeitlicher Normsysteme im Bereich medikaler Alltagskultur. In: Held, Jutta (Hrsg.): Kultur zwischen Bürgertum und Volk (Argument-Sonderband AS 103). Berlin: Argument Verlag, S. 163–182.
- Dornheim, Jutta/Alber, Wolfgang (1982): Ärztliche Fallberichte des 18. Jahrhunderts als volkskundliche Quelle. Zeitschrift für Volkskunde, 78(I): 28–43.
- Dornheim, Jutta/Wolfgang Alber: Zum Diskurs über das „Wissenswerte“ in der Volkskunde: Was ist fachspezifisch am Projekt Heilkultur und Krebs? Tübinger Korrespondenzblatt, S. 2–9.
- Dornheim, Jutta (1979): Untersuchungen zu Krebsvorstellungen im Alltagsbewußtsein. Magisterarbeit Universität Tübingen.
- Brauns, Karl; Dornheim, Jutta; Hauff, Gottfried, Knoll, Annegret A.; Müller, Manfred; Philipps, Sigrid, u. a. (1978): Das andere Tübingen. Kultur und Lebensweise der Unteren Stadt im 19. Jahrhundert. Tübingen: Untersuchungen des Ludwig-Uhland-Instituts der Uni-Tübingen.